# Tobias Schuckert
Tobias Schuckert (* 28. Mai 1975 in Sinsheim) ist ein deutscher evangelischer Theologe, Missionswissenschaftler, Professor für Interkulturelle Theologie und Religionswissenschaft sowie Dekan für Studium und Lehre an der Internationalen Hochschule Liebenzell und Autor.

## Leben und Wirken
Tobias Schuckert begann seine akademische Laufbahn im Jahr 1994, als er nach dem Abitur ein Studium der Evangelischen Theologie am Theologischen Seminar der Liebenzeller Mission aufnahm. Nach Abschluss des Studiums im Jahr 1999 verbrachte er ein Jahr an der University of Alberta in Kanada, wo er ein Englischsprachstudium absolvierte und als Gaststudent an Kursen zur japanischen Geschichte teilnahm.
Im Jahr 2000 zog der Theologe nach Japan und arbeitete dort 13 Jahre lang in der Gemeindearbeit. Während dieser Zeit absolvierte er ein zweijähriges Sprachstudium und engagierte sich in der Arbeit mit Studenten in Tokyo. Darüber hinaus gründete er eine Gemeinde in Ōme und war zwischenzeitlich für Heimataufenthalte in Deutschland. Zwischen 2008 und 2009 war er als Lehrer für „interkulturelles Verständnis“ an der Allgemeinen Oberschule Ōme tätig. Von 2006 bis 2013 wirkte er als Dozent für Predigtlehre an der Laienbibelschule „Budonoki Koinonia“. Im Jahr 2009 erlangte er an der Columbia International University einen Master of Arts in Intercultural Studies.
Von 2012 bis 2017 studierte Schuckert am Fuller Theological Seminary in Kalifornien, wo er im Jahr 2017 zum Doctor of Philosophy (Ph.D.) in Intercultural Studies promovierte. Im selben Jahr wurde er wissenschaftlicher Mitarbeiter der Internationalen Hochschule Liebenzell im Bereich Interkulturelle Theologie, Missionswissenschaften und Methoden der Sozialforschung sowie Mitarbeiter am Forschungsinstitut LIMRIS (Liebenzell Institute for Missiological, Religious, Intercultural and Social Studies) der Internationalen Hochschule Liebenzell. Ab 2015 war er Praxisdozent der Studien- und Lebensgemeinschaft (SLG) der Liebenzeller Mission tätig und übernahm zwischen 2019 und 2021 die Leitung der SLG. Im Jahr 2018 begann sein Dissertationsprojekt an der Bergischen Universität Wuppertal mit dem Arbeitstitel Finding Happiness – Warum sich Japaner zur Sôka Gakkai bekehren. Im Juni 2021 schloss er seine zweite Promotion zum Dr. phil. an der Fakultät für Geistes- und Kulturwissenschaften der Bergischen Universität Wuppertal ab. Seine Arbeit war religionswissenschaftlicher Natur und beschäftigte sich mit Konversionserzählungen Praktizierender des Nichiren-Buddhismus. Die Arbeit wurde mit magna cum laude bewertet.
Seit 2023 ist er Professor für Interkulturelle Theologie und Religionswissenschaft, Dekan für Studium und Lehre sowie Studiengangsleiter M.A. Theologie – Gemeinde – Weltchristenheit an der Internationalen Hochschule Liebenzell. Seine Forschungsschwerpunkte sind Japanische Kultur und Religion sowie die Konversionsforschung. Schuckert ist Mitglied der Deutschen Gesellschaft für Missionswissenschaft und gehört zum Herausgeberkreis der Zeitschrift Evangelische Missiologie.
Tobias Schuckert ist verheiratet und hat mit seiner Frau Sabine drei Kinder.

## Auszeichnungen
- 2017: Anthropology Award des Fuller Theological Seminary

## Veröffentlichungen
- Auf der Suche nach Verbundenheit. Der japanische Umgang mit der Tsunamikatastrophe 3.11 und eine Implikation der Theologie des Kuschelns (Beiträge zur Missionswissenschaft/Interkulturelle Theologie Band 44), Lit Verlag, Münster 2019, ISBN 978-3-643-14222-1.
- Aus Mut gemacht. 3 Erlebnistage für Kids über mutige Menschen: Gideon – Martin Luther – Elisabeth Elliot, EJW buch+musik, Stuttgart 2020, ISBN 978-3-86687-270-7.
- Auf der Suche nach Glück. Eine Analyse von Konversionserzählungen Praktizierender des Nichiren-Buddhismus der Sōka Gakkai in Japan (zugl. Dissertation, Bergische Universität, Wuppertal 2021), Lit Verlag, Münster 2021, ISBN 978-3-643-15010-3.
- mit Friedemann Burkhardt und Simon Herrmann (Hrsg.): Stuttgarter Gottesdienst- und Gemeindestudie. Religionssoziologische Momentaufnahme christlicher Gemeinden einer europäischen Metropolregion in ökumenischer Perspektive, Evangelische Verlagsanstalt, Leipzig 2022, ISBN 978-3-374-07263-7.

Aufsätze
- Soka Gakkai: Die größte Religionsgemeinschaft in Japan. In: Evangelische Missiologie 2/2009, S. 80–88.
- Überlegungen zur Leiderfahrung in Japan. In: Evangelische Missiologie 4/2016, S. 157–164.
- 12th Sunday after Pentecost. Beitrag zu American Society of Missiology “Missional Reader” (2019) (online).
- Postcolonial Considerations on Shusaku Endô`s Silence and Indigeneity. In: Indigenous People and the Christian Faith: A new Forward, Edited by William H.U. Anderson and Charles Muskego, Vernon Publisher, 2019, S. 97–108.
- Alle werden glücklich – Religionsphilosophische Beobachtungen am Beispiel des gesellschaftstransformatorischen Engagements der buddhistischen Laienorganisation Soka Gakkai International Deutschland. In: Jürgen Schuster, Mihamm Kim-Rauchholz und Volker Gäckle (Hrsg.): Europa, wie hältst du`s mit der Religion? Zum Verhältnis von Religion und Gesellschaft, Lit Verlag, Münster 2020, S. 155–180.
- Presentation of the Lord. Beitrag zu American Society of Missiology „Missional Reader“ (2020) (online).
- Die Coronakrise in Deutschland im März und April 2020. In: Evangelische Missiologie 3/2020, S. 138–150.
- Der Teufel war mein Freund – Eine empirische Untersuchung einer Konversionserzählung. In: Evangelische Missiologie 37/2021, S. 154–167.
- Den Nachbarn besser verstehen lernen. Die Bedeutung der Religionswissenschaft in der aktuellen theologischen Ausbildung. In: Theologische Beiträge 53/2022, S. 85–98.
- Insider and Outsider Knowledge: Etic and Emic Perspectives on Empirical Missiological Research and Its Consequences for Theological Education. In: International Bulletin of Mission Research, Ausgabe 47/2023, S. 505–514.